# Carex acutiformis

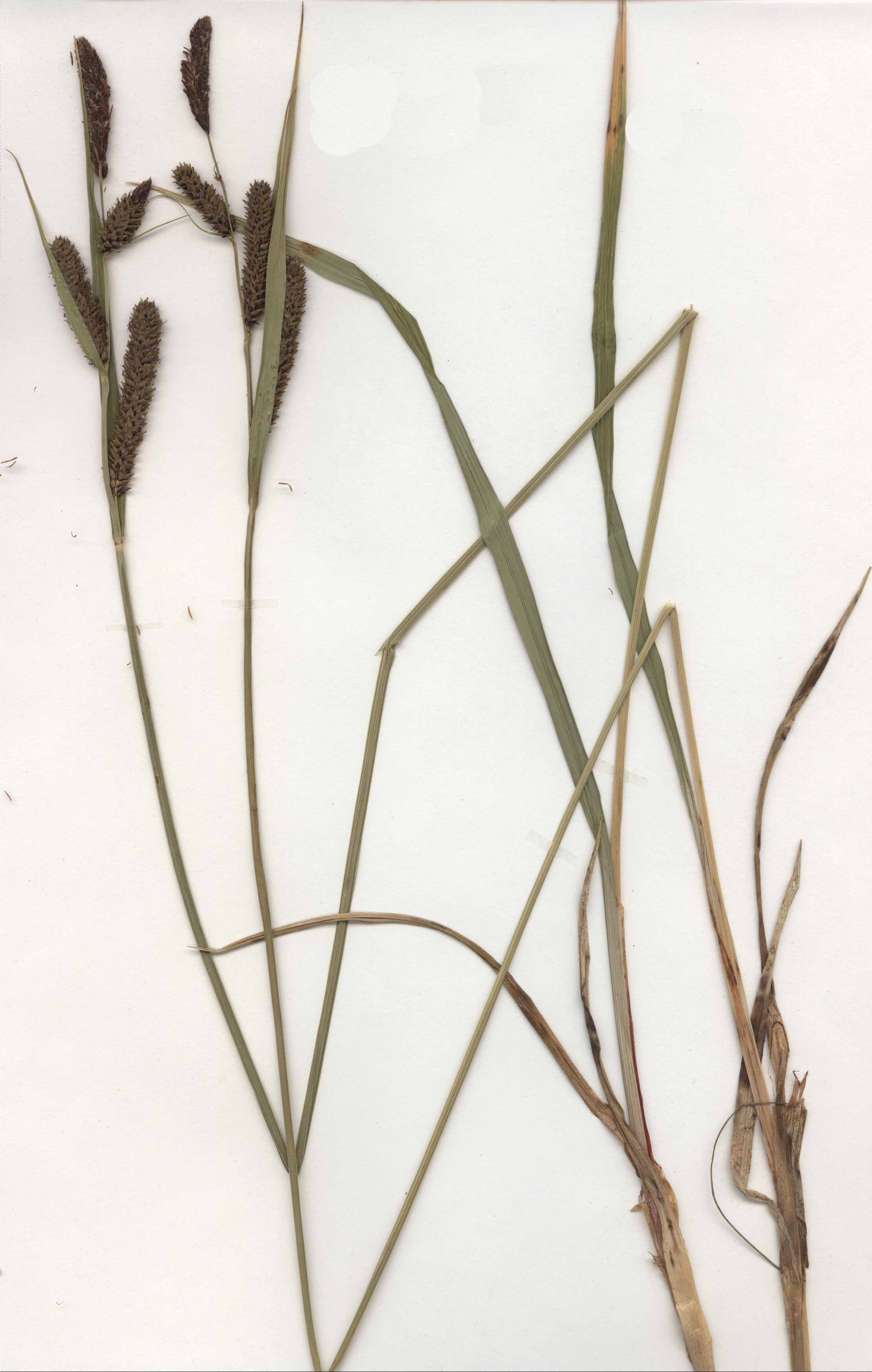

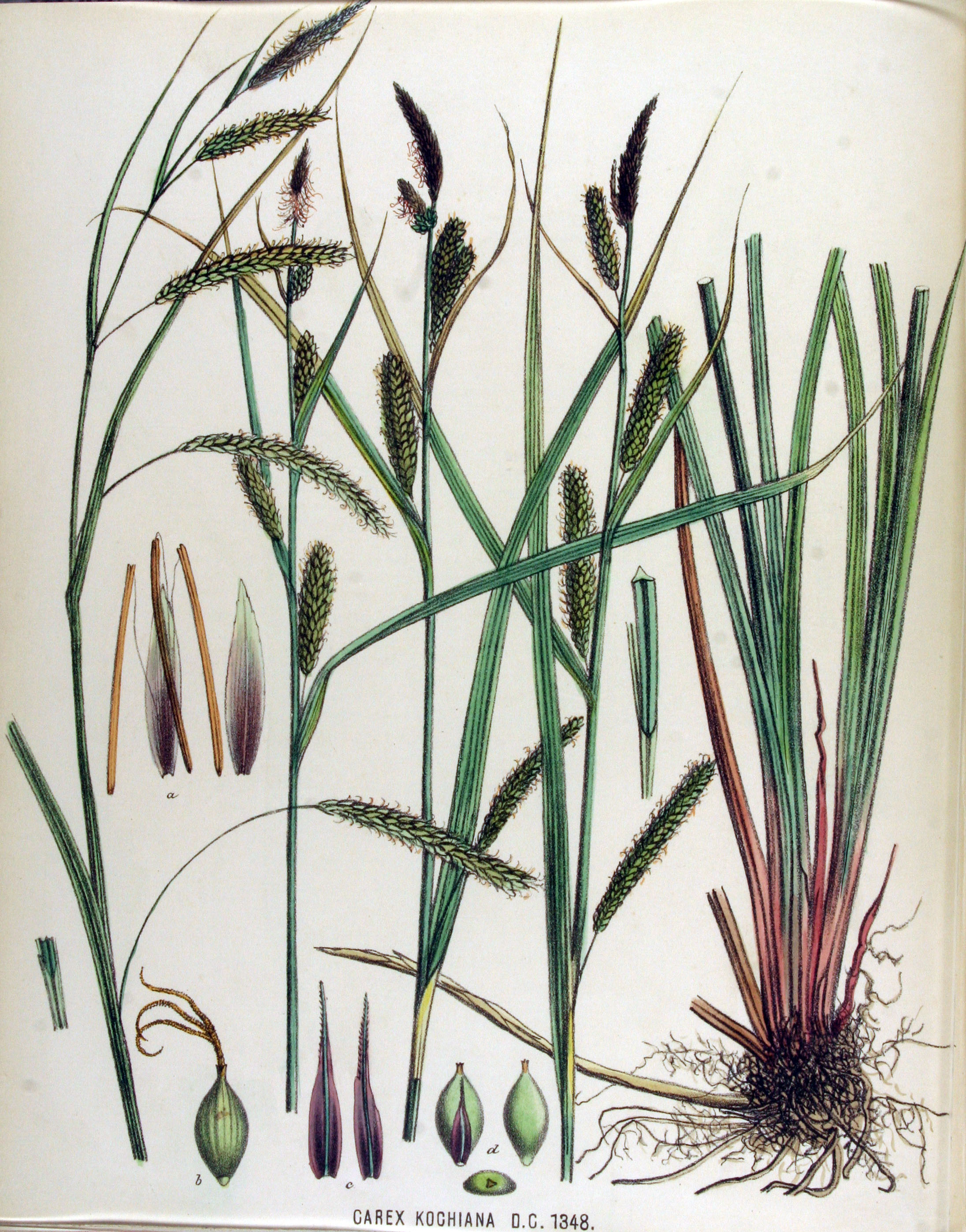
Ilustración

Carex acutiformis Ehrh. es una especie de planta herbácea de la familia de las ciperáceas.

## Descripción
Es una planta herbácea que se caracteriza por tener el pico de los utrículos bastante largo y frecuentemente bidentado. Es cespitosa, con rizoma muy robusto, con algunos entrenudos largos. Alcanza un tamaño de 40-100(140) cm de altura. Espigas masculinas cilíndricas o fusiformes; espigas femeninas, a veces la superior andrógina, cilíndricas, densifloras, distantes, erectas, la inferior generalmente con un largo pedúnculo. Glumas masculinas estrechamente ovales, de agudas a obtusas, de color pardo generalmente obscuro, pardo-rojizo o pardo-púrpura. Utrículos suberectos, de contorno anchamente oval, ± inflado-trígonos, netamente papilosos, sobre todo en la zona del pico, verdosos o parduscos, con los nervios muy prominentes. Los frutos son aquenios de contorno obovado, trígonos, de color pardo o verdoso. Tiene un número de cromosomas de 2n = 38*, 78*.

## Hábitat
Se encuentra en carrizales y espadañales a orillas de ríos y lagunas en alturas de 800 a 2250 m s. n. m. Florece en mayo-julio y fructifica en junio-agosto.

## Distribución
Esta especie se distribuye por Asia y casi toda Europa; en la península ibérica se encuentra en las regiones con influencia mediterránea. También se ha naturalizado en Norteamérica.

## Taxonomía
Carex acutiformis fue descrita por Jakob Friedrich Ehrhart y publicado en Beiträge zur Naturkunde 4: 43–44. 1789.
Etimología
Ver: Carex
acutiformis; epíteto latino que significa "con glumas puntiagudas".
Sinonimia
- Carex riparia var. acutiformis (Ehrh.) Fiori (1923).
- Carex rufa Schrank (1789), nom. illeg.
- Carex rigens Thuill. (1790).
- Carex palustris J.F.Gmel. (1791).
- Carex scheuchzeri J.F.Gmel. (1791).
- Carex spadicea Roth (1793), nom. illeg.
- Carex paludosa Gooden. (1794).
- Carex dubia Hosé (1797).
- Carex riparia Geners. (1798), sensu auct.
- Carex intermedia Suter (1802), nom. illeg.
- Carex kochiana DC. (1813).
- Trasus paludosus (Gooden.) Gray (1821).
- Carex paludosa var. kochiana (DC.) Gaudin (1830).
- Edritria paludosa (Gooden.) Raf. (1840).
- Carex acutiformis f. minor Peterm. (1846).
- Carex paludosa f. depauperata Lange (1849).
- Carex spadicea var. kochiana (DC.) Crép. (1866).
- Carex acutiformis var. kochiana (DC.) Garcke (1875).
- Carex spadicea f. maxima Urb. (1881).
- Carex olgae Regel in A.Fedtsch. (1882).
- Carex paludosa subsp. kochiana (DC.) Arcang. (1882).
- Carex paludosa var. spadicea Nyman (1882).
- Carex paludosa var. longiglumis St.-Lag. in Cariot (1889).
- Carex acutiformis var. abbreviata Beck (1890).
- Carex acutiformis subsp. kochiana (DC.) K.Richt. (1890).
- Carex acutiformis f. gracilior Kük. (1899).
- Carex acutiformis f. spadicea (Nyman) Asch. & Graebn. (1903).
- Carex acutiformis f. depauperata (Lange) Kük. in Engl. (ed.) (1909).
- Carex acutiformis f. maxima (Urb.) Kük. in Engl. (ed.) (1909).
- Carex acutatiformis H.E.Hess (1953).[6]

## Nombres comunes
- Castellano: yerba cipresillo.[7]